# Saint-Étienne-sous-Barbuise
Saint-Étienne-sous-Barbuise – miejscowość i gmina we Francji, w regionie Grand Est, w departamencie Aube.
Według danych na rok 1990 gminę zamieszkiwało 117 osób, a gęstość zaludnienia wynosiła 11 osób/km².